# Muktijoddha Sangsad KC
El Muktijoddha Sangsad KC es un equipo de fútbol de Bangladés que milita en la Bangladesh League, la liga de fútbol más importante del país.

## Historia
Fue fundado en el año 1981 en la capital Daca y cuenta con 1 título de Liga, 2 títulos de la capital y 3 títulos de copa en 6 finales jugadas.
A nivel internacional ha participado en 6 torneos continentales, donde su mejor participación ha sido en la Copa de Clubes de Asia del año 2002, donde avanzó hasta la Segunda ronda.

## Palmarés
- Bangladesh League: 1

2003
- Dhaka League: 2

1998, 2000
- Copa Federación de Bangladés: 3

1994, 2001, 2003
- - Finalista: 3

1999, 2002, 2005

## Participación en competiciones de la AFC
- Copa de Clubes de Asia: 2 apariciones

2000 - Primera ronda
2002 - Segunda ronda
- Copa de la AFC: 2 apariciones

2004 - Fase de grupos
2005 - Fase de grupos
- Recopa de la AFC: 2 apariciones

1990 - Primera ronda
1996 - Primera ronda